# Pavel Červinka
Pavel Červinka (* 18. dubna 1959 v Novém Městě na Moravě) český geograf, ekolog, spisovatel, atletický trenér a vysokoškolský pedagog, dříve odborný asistent na Univerzitě Karlově, Přírodovědecké fakultě katedře fyzické geografie a geoekologie (1993–2005), nyní vedoucí katedry atletiky na Fakultě tělesné výchovy a sportu. Zabývá se mj. geomorfologií a antropogenními transformacemi přírodní sféry, fyziologií sportovní zátěže a teorií sportovní tréninku.

## Biografie
Vyučil se chirurgickým mechanikem v národním podniku Chirana v Novém Městě na Moravě, poté absolvoval Střední průmyslovou školu strojnickou ve Žďáře nad Sázavou. V letech 1980–1986 vystudoval učitelský obor tělesná výchova-geografie na FTVS a Přírodovědecké fakultě UK. Krátce pracoval jako sportovní redaktor, učitel, nakladatelský redaktor, trenér v ASVS Dukla Praha a posléze v Geografickém ústavu ČSAV v Praze. Po začlenění GÚ ČSAV pod Karlovu Univerzitu odborný asistent na katedře fyzické geografie. Od roku 2005 generální ředitel Kartografie Praha a.s., předseda představenstva společnosti Geodézie ČS a. s., 2008 ředitel nakladatelství B.A.T. Program s.r.o. Od roku 2011 je vedoucím katedry atletiky FTVS UK. V roce 1987 získal titul PaedDr. na FTVS UK, v roce 2000 na Přírodovědecké fakultě vědeckou hodnost Ph.D. za práci o antropogenních transformacích přírodní sféry v povodí horní Sázavy a v roce 2001 titul RNDr.
Kromě několika desítek původních vědeckých prací z oboru fyzické geografie, ekologie a sportovního tréninku je autorem či spoluautorem řady učebnic zeměpisu a ekologie pro základní a střední školy a spoluautorem Naučné stezky na pražském Petříně. V Kartografii Praha stál u zrodu knižního projektu Cestománie, na němž se podílel i autorsky. Od roku 2008 spolupracuje s nakladatelstvím Olympia (editor i spoluautor publikací, věnovaných nejvýznamnějším sportovním událostem – Peking 2008, JAR 2010, Vancouver 2010, Euro 2012).
Trenérskou kariéru spojil s Duklou Praha, kde trénuje běžce na střední a dlouhé tratě. Nejúspěšnější svěřenci – reprezentanti Luboš Šubrt, Vít Chrbolka, Marcel Theer, Miloš Kostrec, Kristiina Mäki a další. Současně stál u zrodu českého triatlonu a jeho svěřenci patřili ve své době mezi nejúspěšnější v České republice (Vít Chrbolka, Jaroslav Pajač, Andrea Matulová, Lenka Krbečková,...).
Je autorem webového projektu Kdekdyjak, zaměřeného především na podporu rozvoje tělesné zdatnosti veřejnosti, aerobní sportovní aktivity a rady začínajícím i pokročilým sportovcům. Kromě vědecké, popularizační, pedagogické a trenérské práce se věnuje také novinářské práci. Je redaktorem webu duklaprahaatletika, kde publikuje i svoje sportovní fotografie.